# Armen H. Ohanjan
Armen Ohanjan (armenisch Արմեն Օհանյան; * 1. Oktober 1967 in Uchtadzor, Provinz Hadrut) ist ein armenischer Politiker der Republik Arzach.

## Leben
1984 beendete er seine Schulausbildung. 1984 und 1985 lernte er an der technischen Berufsschule N 7 in Jerewan und diente anschließend bis 1987 in der sowjetischen Armee. Von 1987 bis 1989 arbeitete er im Sowchos „Drushba“  als Landarbeiter  und als milchwirtschaftlicher Laborant.
1989 trat er in die Abteilung für Innere Angelegenheiten in Hadrut als Unterwachtmeister ein. Von 1992 bis 1995 diente Ohanjan in der Verteidigungsarmee der Republik Bergkarabach als Kompanieführer und nahm an den Kriegshandlungen teil. Armen Ohanjan nahm am Verteidigungskampf des Gebietes Uchtadzor teil.
Nach der Entlassung aus dem Militärdienstpflicht begründete er 1995 die „Ashotik GmbH“. 2002 absolvierte er die Abteilung „Wirtschaft und Verwaltung“ an der Grigor Narekatsi Universität in Abowjan. Seit 2002 ist Ohanjan Gesellschafter und Exekutivdirektor der „Ashotik GmbH“.
Ohanjan ist verheiratet und hat 4 Kinder.

## Politik
1997 und 2000 wurde Ohanjan zum Gemeindevorsitzenden von Uchtadzor gewählt. Bei den Wahlen zur vierten Nationalversammlung der Republik Bergkarabach. am 19. Juni 2005 wurde er durch ein Mehrheitssystem im 12. Wahlbezirk  als Abgeordneter gewählt. Er war Mitglied des ständigen Ausschusses für  Produktion und Produktionsinfrastruktur des Nationalrates.
Bei den Wahlen zur fünften Nationalversammlung am 23. Mai 2010 wurde Armen Ohanjan nach dem Mehrheitssystem durch die Parteiliste „Azat Hajreniq“ als Abgeordnete gewählt. Ohanjan ist Mitglied des ständigen Ausschusses für Produktion und Produktionsinfrastruktur. Er ist ein Mitglied der Partei Freie Heimat (armenisch „Azat Hajreniq“) und der Fraktion „Heimat“.